# Jules Stiénon du Pré
Jules Jean Marie Joseph Ghislain Stiénon du Pré (Aat, 21 maart 1827 – Doornik, 17 augustus 1896) was een Belgisch senator.

## Levensloop
Stiénon was een zoon van kolonel Jean Stiénon en van Louise du Pré. Hij trouwde met Julie de la Roche (1827-1896). 
Ze hadden een zoon, Hidulphe-Julien Stiénon (1854-1932), die trouwde met Eléonore van Elewyck (1852-1909), dochter van ridder Xavier van Elewyck. Het echtpaar bleef kinderloos. Een andere zoon was Alphonse Stiénon du Pré, die volksvertegenwoordiger en senator werd, alsook burgemeester van Doornik. 
Jules Stiénon kreeg een titel van pauselijk graaf in 1874. In 1877 kreeg hij vergunning om 'du Pré' toe te voegen aan zijn familienaam (hoewel de naam niet was uitgestorven) en in 1886 werd hij in de erfelijke Belgische adel opgenomen.
Hij was bestuurder van vennootschappen. Van 1881 tot 1887 was hij gemeenteraadslid van Doornik.
In juni 1892 werd hij verkozen tot katholiek senator voor het arrondissement Doornik en vervulde dit mandaat tot aan zijn dood in 1896.